# Arena Amazônia
De Arena da Amazônia is een voetbalstadion uit de stad Manaus in Brazilië. Het is gebouwd op de plaats van het voormalige Vivaldãostadion. De bouw begon in 2010, bij voltooiing in 2014 kreeg het stadion een capaciteit van 42.377 toeschouwers. Het werd gebruikt voor het wereldkampioenschap voetbal 2014 en de Olympische Zomerspelen 2016.
De bouw van het stadion in de aanloop naar het mondiale voetbaltoernooi verliep niet vlekkeloos. Door stakingen werd enige tijd verloren in het arbeidsproces. Daarnaast kwamen drie arbeiders om het leven tijdens bouwwerkzaamheden, waarvan twee in december 2013, nog geen tien uur na elkaar. Begin april, ruim twee maanden voor aanvang van het kampioenschap, staat de status te boek als niet gereed. De voortgang wordt geschat op 85%. Op 9 maart was het stadion wel al officieel geopend met een wedstrijd tussen lokale voetbalclubs, met ruim 20.000 bezoekers. In maart 2015 maakte de FIFA bekend dat het Arena Amazônia een van de stadions werd voor het voetbaltoernooi van de Olympische Zomerspelen 2016.

## Interlands
| №  | Datum        | Wedstrijd                   | Uitslag | Competitie                                | Toeschouwers |
| -- | ------------ | --------------------------- | ------- | ----------------------------------------- | ------------ |
| 1. | 15 juni 2014 | Engeland – Italië           | 1 – 2   | Wereldkampioenschap 2014 - Groepsfase (D) | 39.800       |
| 2. | 18 juni 2014 | Kameroen – Kroatië          | 0 – 4   | Wereldkampioenschap 2014 - Groepsfase (A) | 39.982       |
| 3. | 22 juni 2014 | Verenigde Staten – Portugal | 2 – 2   | Wereldkampioenschap 2014 - Groepsfase (G) | 40.123       |
| 4. | 25 juni 2014 | Honduras – Zwitserland      | 0 – 3   | Wereldkampioenschap 2014 - Groepsfase (E) | 40.322       |